# Xavier Lemaître

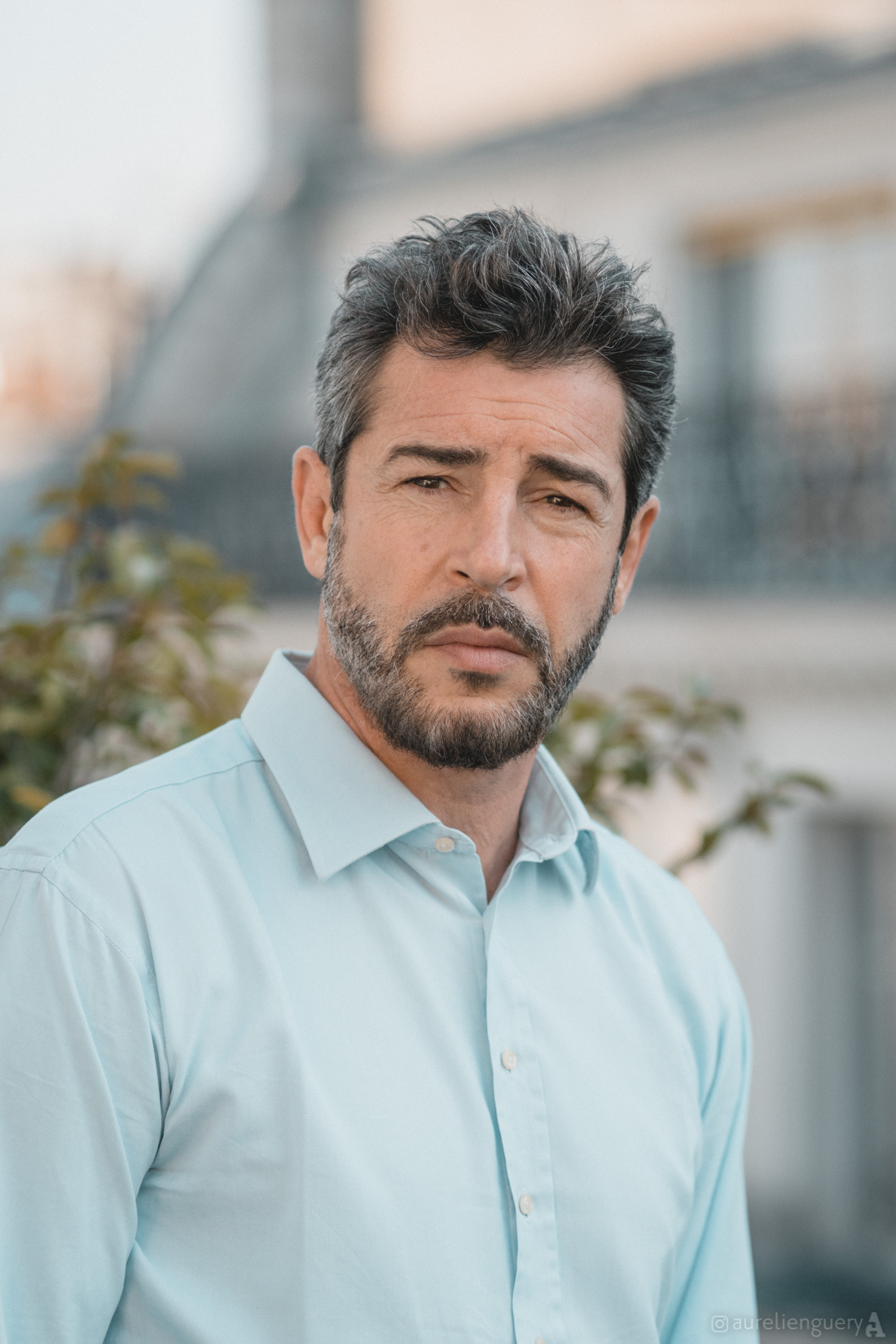
Xavier Lemaître (2019)

Xavier Lemaître (* 23. Januar 1966 in Bordeaux) ist ein französischer Schauspieler.

## Leben
Xavier Lemaître absolvierte ein Wirtschaftsstudium an der KEDGE Business School. Mit Mitte 30 war er Filialleiter in einem Cartier-Geschäft, als er sich mit einem seiner Kunden, dem Schauspieler Jean-Claude Brialy, über dessen Beruf unterhielt. Von ihm ermutigt, kündigte er im Alter von 39 Jahren seinen Job und studierte ab 2005 Schauspiel bei Raymond Acquaviva. Noch während seines Studiums begann er regelmäßig Theater zu spielen.
Nachdem er ab 2008 in kleineren Nebenrollen Gastauftritte in unterschiedlichen Fernsehserien hatte, debütierte er 2010 mit einer namenlosen Rolle als Polizist in dem Kriminalfilm 22 Bullets auf der Leinwand. Seitdem spielte er in über 40 Film- und Fernsehproduktionen mit, wobei er fast ausschließlich kleinere Nebenrollen verkörperte.
Lemaître ist Vater zweier Töchter. Aktuell lebt er mit seiner Lebensgefährtin, dem rumänischen Model Diana Dondoe, in Paris.

## Filmografie (Auswahl)
- 2008: Crime Scene Riviera (Section de recherches, Fernsehserie, 1 Folge)
- 2010: 22 Bullets (L’Immortel)
- 2010: Engrenages (Fernsehserie, 1 Folge)
- 2012: Ein Mordsteam (De l’autre côté du périph)
- 2013: It Boy – Liebe auf Französisch (20 ans d’écart)
- 2013: Maman und ich (Les garçons et Guillaume, à table!)
- 2014: 3 Days to Kill
- 2014: Falco (Fernsehserie, 1 Folge)
- 2015: Antigang – Im Schatten des Verbrechens (Antigang)
- 2015: Mr Selfridge (Fernsehserie, 2 Folgen)
- 2018: Verratenes Glück (Un adultère)
- 2021: Lupin (Fernsehserie)
- 2021: Candice Renoir (Fernsehserie, 1 Folge)
- 2022: Hamilton – Undercover in Stockholm (Fernsehserie, 1 Folge)